# Berry-Bouy
Berry-Bouy település Franciaországban, Cher megyében. Lakosainak száma 1171 fő (2022. január 1.). Berry-Bouy Allouis, Marmagne, Mehun-sur-Yèvre, Saint-Doulchard és Saint-Éloy-de-Gy községekkel határos.

## Népesség
A település népessége az elmúlt években az alábbi módon változott:
| Lakosok száma | 501  | 807  | 966  | 1092 | 1187 | 1186 | 1189 | 1183 | 1172 | 1171 |
|               | 1968 | 1982 | 1990 | 2006 | 2013 | 2015 | 2017 | 2019 | 2020 | 2022 |